# Albert Thévenon
Albert Marius Thévenon, född 16 september 1901 i Lyon, död 10 maj 1959 i Paris, var en fransk vattenpolospelare. Thévenon ingick i Frankrikes landslag vid olympiska sommarspelen 1928. Frankrike tog OS-brons i herrarnas vattenpolo i Amsterdam.